# Targa

Exemplo de carroceria Targa, com destaque para o teto removível.

Targa é o estilo de carroceria no qual o teto do automóvel é removível. O veículo Targa pode ter o teto removido ou presente, eis que o motorista decida mover entres ambos os modos. O nome Targa veio da Targa Florio, a famosa prova disputada nas ruas da Sicília. O automóvel estilo Targa se popularizou após a fabricante de automóveis, Porsche, lançarem seus veículos estilo targa, o Porsche 911 Carrera Targa.